# 強楓控股
強楓控股有限公司，簡稱強楓控股（英語：Keong Hong Holdings Limited，SGX：5TT），在1983年成立專門經營从事楼宇建筑活动。
總部位於Block 151 Bukit Batok Street 11 #03-250 Singapore 65015。而股份在2011年12月16日於新加坡交易所凱利板上市，招股價為0.24坡元，發售股份為27,000,000股，集資金額為6,480,000坡元。

## 連結
- KeongHong.com （页面存档备份，存于）